# Дзлоур-Данеті
Дзлоур-Данеті (груз. ძლოურ-დანეთი) — село в Грузії.
За даними перепису населення 2014 року в селі проживає 119 осіб.